# جان آسونیوس
جان ولفگانگ الکساندر آسونیوس (زادهٔ ۱۲ ژوئیه ۱۹۵۳) (نام هنگام تولد: ولفگانگ الکساندر زاوگ) که در رسانه‌های به عنوان مرد لیزری (به سوئدی: Lasemannen) هم شناخته می‌شود، افراط‌گرای راست اهل سوئد است که به دلیل ارتکاب جرائمی چون قتل و دزدی از بانک محکوم به حبس ابد شده. او در فاصلهٔ بین ماه اوت ۱۹۹۱ تا ژانویه ۱۹۹۲، به یازده نفر عمدتاً مهاجر در شهرهای استکهلم و اوپسالا شلیک کرد که باعث کشته شدن یک نفر و جراحت جدی سایرین شد. آسونیوس در ابتدا از اسلحه‌‌ای مجهز به نشانه‌گیر لیزری استفاده می‌کرد، که به همین دلیل به عنوان مرد لیزری شناخته می‌شود. اما بعداً به استفاده از هفت‌تیر روی آورد. وی در ژوئن ۱۹۹۲ دستگیر و در ژانویه ۱۹۹۴ به حبس ابد محکوم شد. علاوه بر این، آسونیوس در فوریه ۲۰۱۸ نیز به اتهام قتل یک بازماندهٔ هولوکاست در سال ۱۹۹۲، در آلمان به حبس ابد محکوم گردید.